# Gravesia medinilloides
Gravesia medinilloides là một loài thực vật có hoa trong họ Mua. Loài này được H. Perrier mô tả khoa học đầu tiên năm 1932.